# Pseudosmittia tobaduovicesima
Pseudosmittia tobaduovicesima är en tvåvingeart som beskrevs av Akio Kikuchi och Sasa 1990. Pseudosmittia tobaduovicesima ingår i släktet Pseudosmittia och familjen fjädermyggor. Inga underarter finns listade i Catalogue of Life.